# Souto (Bóveda)
Souto es un lugar del municipio de Bóveda, en la provincia de Lugo, España. Pertenece a la parroquia de Teilán.
Se encuentra a 450 metros de altitud, entre el río de Teilán y el riego de Penacova. En 2022 tenía una población de 39 habitantes, 19 hombres y 20 mujeres.